# Nassanger

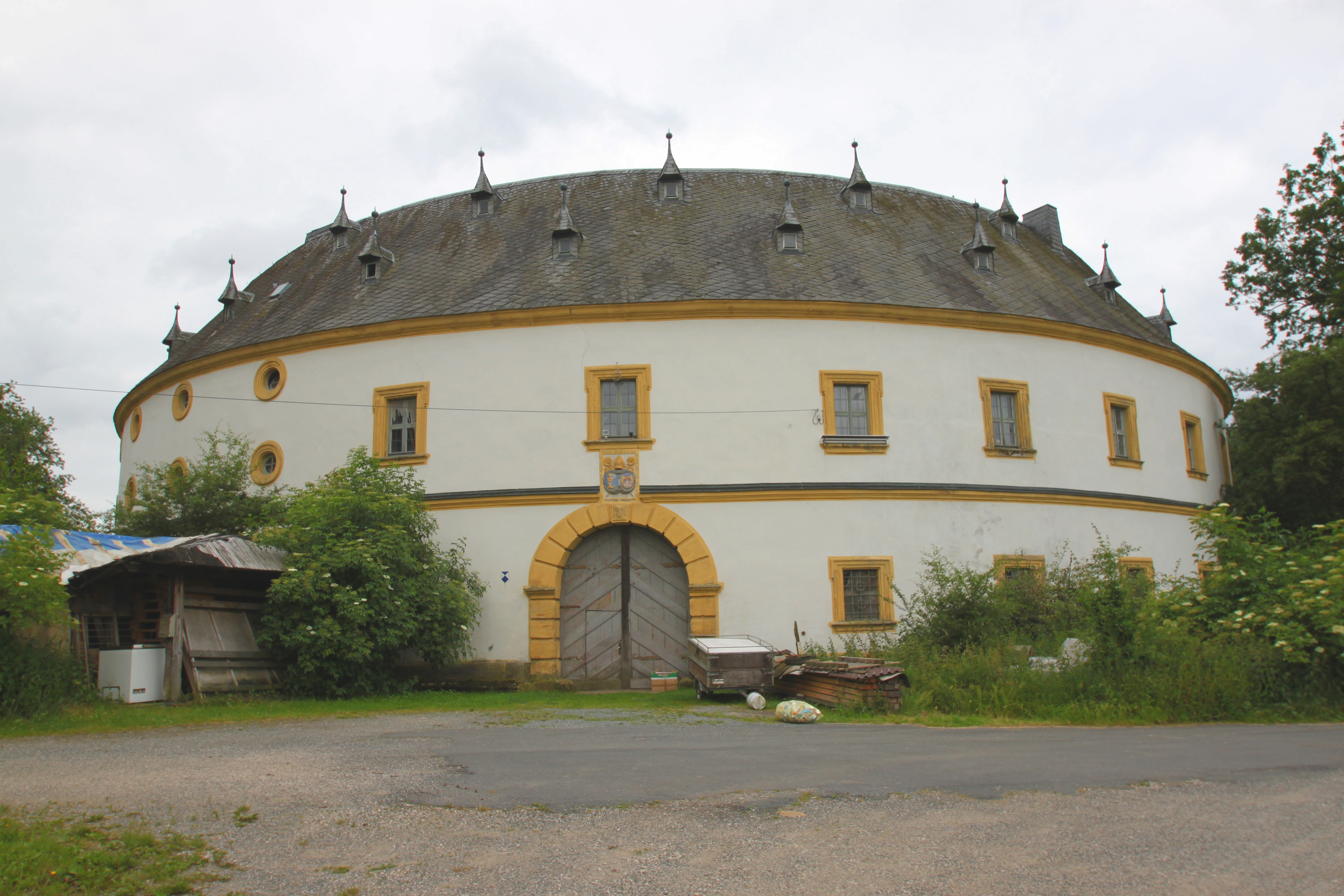
Eingangsseite

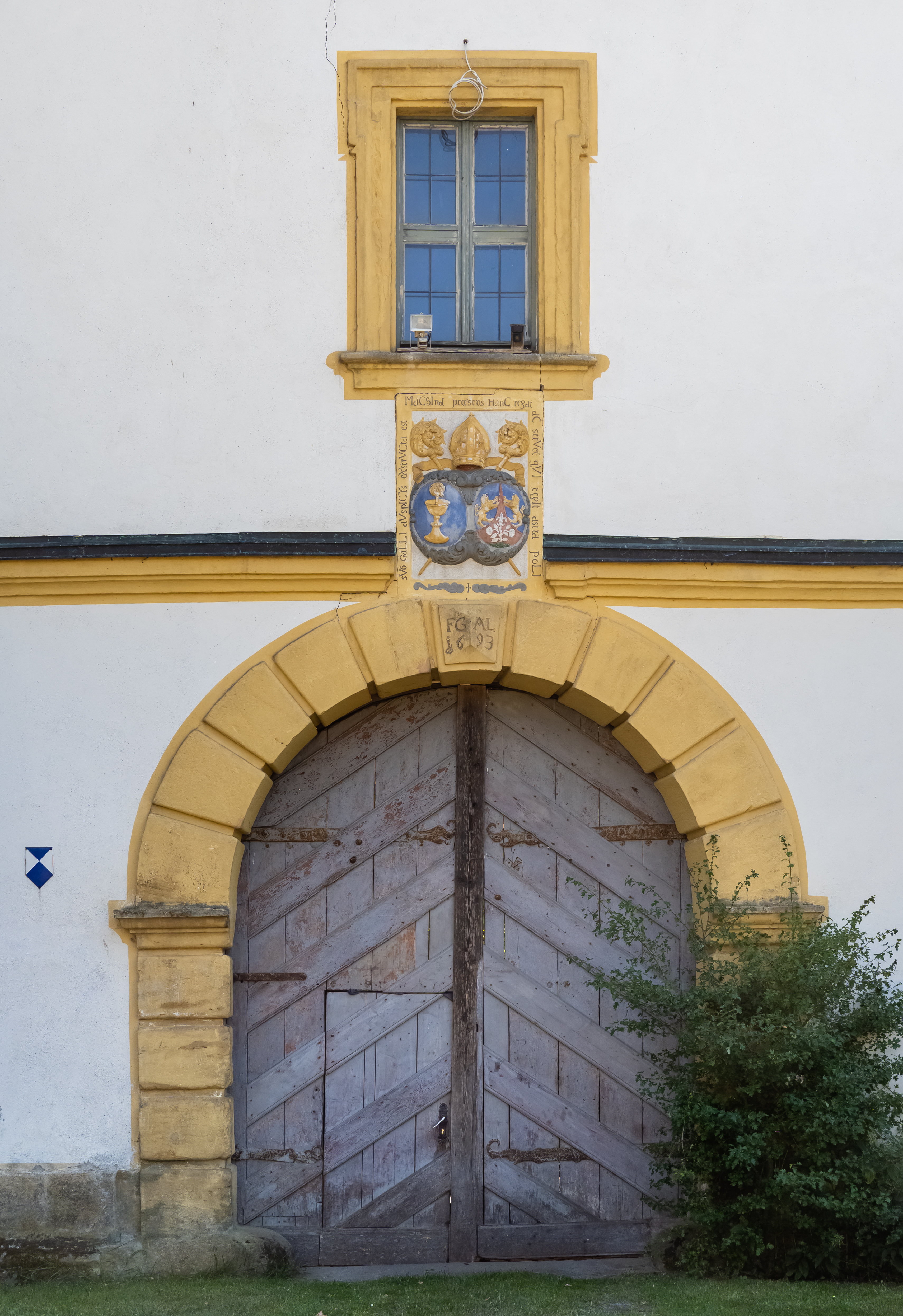
Wappen und Initialen des Abtes Gallus Knauer über dem Eingang

 Nassanger ist ein Gutshof bei Trieb. Die Einöde gehört als Gemeindeteil zur Stadt Lichtenfels im gleichnamigen Landkreis in Bayern.

## Geschichte
Ein Gutshof ist dort seit dem 16. Jahrhundert nachweisbar. Das Gebäude wurde 1692/93 anstelle von drei Höfen unter dem Langheimer Abt Gallus Knauer als Wirtschafts- und Lagerhof nach Plänen des Baumeisters Leonhard Dientzenhofer errichtet. Zum Gut gehörten neben etwa 63 Hektar Felder und Weideflächen eine Ziegelhütte, ein großer steinerner Stadel und ein Backhaus. 1805 kam Nassanger im Zuge der Säkularisation in Bayern in Privatbesitz.
Im Jahr 1818 wurde Nassanger mit Trieb und Karolinenhöhe zu einer Gemeinde zusammengelegt.

## Beschreibung
Der Nassanger war ein landwirtschaftlicher Betrieb mit einem ringförmig um einen elliptischen Hof angelegten Gebäude. Die etwas längere Achse ist nach Norden ausgerichtet, der Durchmesser beträgt 51 Meter. Das dreigeschossige Bauwerk ist etwa sieben Meter breit und hat ein schiefergedecktes Satteldach. Im Erdgeschoss befinden sich vor allem die Stallungen, in den beiden Obergeschossen Schüttböden für Heu und Stroh, die Dachböden wurden als Getreidespeicher genutzt. Beidseits des Nordportals waren im Erdgeschoss ehemalige Amtsstuben, im eingeschossigen Obergeschoss eine Kapelle und Wohnräume angeordnet. Zwei Treppentürme mit hölzernen Wendeltreppen erschlossen die oberen Geschosse.
Mit einem großen Misthaufen in der Mitte stellte die Anlage ein ungewöhnliches architektonisches Experiment dar. Bis in das 19. Jahrhundert war der Gutshof von einem breiten Wassergraben umgeben. Nach örtlichen Überlieferungen sollen die zwölf Hoftüren und die einst angeblich 365 Fenster Bezug zum Kalender haben.